# 苏州市中医院
苏州市中医院，是中国江苏省的一所医院，为三级甲等医院，位于苏州市金阊区景德路314号。

## 规模
苏州市中医院总床位350张，日门诊量1300人次。